# Васильев, Максим Александрович
Макси́м Алекса́ндрович Васи́льев (род. 14 апреля 1990, Заворичи, Киевская область) — украинский шоссейный и трековый велогонщик, выступающий на профессиональном уровне с 2009 года. Чемпион Украины в командной гонке преследования, бронзовый призёр украинского национального первенства в групповой гонке на шоссе, член украинской национальной сборной на европейских и мировых первенствах. Мастер спорта Украины международного класса.

## Биография
Максим Васильев родился 14 апреля 1990 года в селе Заворичи Броварского района Киевской области. Проходил подготовку в донецкой Школе высшего спортивного мастерства, был подопечным заслуженных тренеров Сергея Михайловича Степаненко и Николая Мирчановича Мырзы.
Впервые заявил о себе в 2008 году, став чемпионом Украины среди юниоров в парной гонке и бронзовым призёром в групповой гонке.
Дебютировал на профессиональном уровне в сезоне 2009 года, присоединившись к донецкой континентальной команде ISD Sport Donetsk. Принял участие в «Туре Секейского края» в Румынии и «Гран-при Португалии».
В 2010 году выиграл серебряную медаль на украинском национальном первенстве в молодёжном зачёте групповой гонки, успешно выступил в многодневной гонке «Польша — Украина», где победил на одном из этапов и занял первое место в генеральной классификации.
На чемпионате Украины 2011 года стал серебряным призёром в молодёжном зачёте индивидуальной гонки с раздельным стартом, отметился победой на этапе «Велотура Сибиу» в Румынии, показал четвёртый результат в генеральной классификации «Гран-при Сочи», побывал и на нескольких других гонках в России: «Гран-при Адыгеи», «Кубок мэра», «Гран-при Москвы», «Пять колец Москвы». Как член украинской национальной сборной выступил на европейском первенстве в Италии и мировом первенстве в Дании.
В 2012 году добавил в послужной список ещё одну серебряную медаль, полученную на чемпионате Украины в молодёжном зачёте групповой гонки. Выиграл очковую классификацию «Международного велосипедного тура памяти 3-го президента Азербайджана Гейдара Алиева», одержал победу на одном из этапов «Тура Румынии», где также стал вторым в молодёжной классификации, третьим в очковой классификации и восьмым в генеральной классификации. Участвовал в многодневных гонках первой категории «Тур Китая» и «Тур озера Тайху».
В 2014 году вошёл в основной состав украинской национальной сборной на треке и принял участие в трековом чемпионате мира в Кали, где совместно с Владимиром Джусом, Виталием Попковым и Виталием Щедовым занял тринадцатое место в командной гонке преследования. Помимо этого, выиграл шестой этап на «Гран-при Сочи», стал седьмым на «Гран-при Москвы», проехал несколько других шоссейных гонок второй категории.
На трековом чемпионате Украины одержал победу в командной гонке преследования, при этом его партнёрами были Виталий Гринив, Роман Гладыш, Владислав Креминский и Владимир Дюдя. В то время как на шоссейном украинском первенстве стал пятым в групповой гонке и шестым в индивидуальной гонке с раздельным стартом. Показал третий результат на «Гран-при ISD», разместился на третьей строке в горной классификации «Тура Кубани», стартовал на «Волте Португалии».
Сезон 2016 года провёл в киевской континентальной команде Kolss BDC Team, однако каких-то серьёзных достижений в её составе не добился.
В 2017 году представлял китайскую команду Yunnan Lvshan Landscape.
С 2018 года состоит в львовской континентальной команде Lviv Cycling Team. Наиболее значимое достижение в этот период — завоевание бронзовой медали на шоссейном чемпионате Украины — в групповой гонке его опередили только Александр Поливода и Андрей Братащук.
За выдающиеся спортивные достижения Максим Васильев удостоен почётного звания «Мастер спорта Украины международного класса»..